# 三次互反律
在数学中，三次互反律是关于模代数中两个对应的三次方程的可解性之间的关系的结论和定理。

## 相关术语
三次互反律最常使用艾森斯坦整数进行表述。艾森斯坦整数是指由形如 {\displaystyle a+b\,\omega } 的复数组成的环，记作 {\displaystyle \mathbb {E} }。其中 {\displaystyle a} 和 {\displaystyle b} 是整数，{\displaystyle \omega } 为三次单位根： 
{\displaystyle \omega ={\frac {1}{2}}(-1+i{\sqrt {3}})=e^{2\pi i/3}}

## 定理
如果 {\displaystyle \pi } 是{\displaystyle \mathbb {E} }中范数为 {\displaystyle P} 的一个 素数。{\displaystyle \alpha } 与 {\displaystyle \pi } 互素。定义三次剩余符号{\displaystyle \left({\frac {\alpha }{\pi }}\right)_{3}} 为一个三次单位根，并满足
{\displaystyle \left({\frac {\alpha }{\pi }}\right)_{3}\ \equiv \ \alpha ^{(P-1)/3}\mod \pi .}
再定义“原初”素数是模{\displaystyle 3}同余于{\displaystyle -1}的素数。由于每个素数在乘以{\displaystyle \mathbb {E} }中的一个单位元后都会成为“原初”素数，因此关于“原初”素数的定律仍具有普遍性。这时，三次互反律说明，对两个不同的“原初”素数 {\displaystyle \pi } 和 {\displaystyle \theta }，有 
{\displaystyle \left({\frac {\pi }{\theta }}\right)_{3}=\left({\frac {\theta }{\pi }}\right)_{3}}
此外有辅助定理：如果 {\displaystyle \pi =-1+3(m+n\omega )} 那么：
{\displaystyle \left({\frac {\omega }{\pi }}\right)_{3}=\omega ^{m+n}}
{\displaystyle \left({\frac {1-\omega }{\pi }}\right)_{3}=\omega ^{2m}}。
由于
{\displaystyle \left({\frac {\theta \phi }{\pi }}\right)_{3}=\left({\frac {\theta }{\pi }}\right)_{3}\left({\frac {\phi }{\pi }}\right)_{3}}
因此可以计算任意艾森斯坦整数的三次剩余。